# Arnold Chrapkowski
Arnold Chrapkowski (ur. 28 kwietnia 1968 w Dziemianach) – polski prezbiter katolicki, doktor prawa kanonicznego, nauczyciel akademicki, od 6 marca 2014 generał Zakonu Świętego Pawła Pierwszego Pustelnika (paulinów).

## Życiorys
Pochodzi z Kaszub, z diecezji pelplińskiej. Po ukończeniu szkoły średniej wstąpił do zakonu paulinów, odbywając początkowo nowicjat w klasztorze w Żarkach-Leśniowie. 8 września 1988 złożył pierwszą profesję zakonną. Następnie podjął dalszą naukę w Wyższym Seminarium Duchownym Zakonu Paulinów w Krakowie, na Skałce. 30 lipca 1993 złożył na Jasnej Górze najpierw profesję wieczystą na ręce ówczesnego generała zakonu o. Jana Nalaskowskiego, a potem 21 sierpnia otrzymał święcenia diakonatu z rąk abp. Stanisława Nowaka. Studia ukończył święceniami kapłańskimi w dniu 18 czerwca 1994, uzyskując jednocześnie tytuł magistra teologii.
Pierwszą placówką po studiach na Skałce był klasztor w Leśnej Podlaskiej, gdzie skierowano go do pracy duszpasterskiej i katechetycznej, gdzie m.in. prowadził duszpasterstwo młodzieży oraz działał w rozgłośni Radia Podlasie, pełniąc później urząd podprzeora klasztoru. W 1998 skierowano go na studia uzupełniające na Papieski Uniwersytet Laterański w Rzymie, w dziedzinie prawa kanonicznego. Jednocześnie odbył kurs Studium Congregationis De Causis Sanctorum, uzyskując dyplom postulatora procesów kanonizacyjnych. Studia specjalistyczne zakończył w 2001 doktoratem prawa kanonicznego, którego promotorem był o. prof. Zbigniew Suchecki OFMConv. Po powrocie z Rzymu skierowano go na Jasną Górę, powierzając jednocześnie prowadzenie w paulińskim seminarium na Skałce wykładów z prawa kanonicznego. Następnie, w latach 2002–2008 był podprzeorem klasztoru na Skałce, prowadząc jednocześnie pracę dydaktyczno-naukową w wielu placówkach krakowskich: jako adiunkt przy Katedrze Prawa Małżeńskiego Instytutu Prawa Kanonicznego na Wydziale Teologicznym Uniwersytetu Papieskiego Jana Pawła II oraz Seminariach.
26 lutego 2008 został wybrany na wikariusza generalnego Zakonu Paulinów, a zarazem na zastępcę generała zakonu. Po zakończeniu kadencji przez generała o. Izydora Matuszewskiego, został 6 marca 2014 wybrany przez Kapitułę Generalną na Jasnej Górze, na 86. przełożonego generalnego Zakonu Świętego Pawła Pierwszego Pustelnika. 9 czerwca 2016 został wyróżniony Złotym Medalem Zasłużony dla Uniwersytetu Papieskiego Jana Pawła II w Krakowie. 
28 lipca 2016 przyjmował przybyłego na Jasną Górę papieża Franciszka, który przewodniczył uroczystej Eucharystii z okazji obchodów 1050 rocznicy chrztu Polski.
4 marca 2020 wybrany generałem zakonu paulinów na drugą kadencję.

## Publikacje
Jest autorem, bądź współautorem paru publikacji książkowych:
- Arnold Chrapkowski, Il delitto dell'aborto procurato nel codex iuris canonici del 1917-1983: studio giuridico-storico, Rzym: Pontificia Università Lateranense, 2001 (Pontificia universitas lateranensis), OCLC 878544997 (wł.). Brak numerów stron w książce
- Arnold Chrapkowski, Andrzej Wójcik, Synod Krakowski odczytany na nowo: materiały z sympozjum. Duszpasterski Synod Archidiecezji Krakowskiej 1972-1979 - XXV lat od zakończenia, zorganizowanego przez Instytut Prawa Kanonicznego Papieskiej Akademii Teologicznej w Krakowie dnia 8 czerwca 2004 r., Kraków: Wydaw. Naukowe Papieskiej Akademii Teologicznej, 2005, ISBN 83-7438-012-8, OCLC 69314936. Brak numerów stron w książce
- Stefan Rożej i inni, Narodowe Sanktuarium Męczeństwa św. Stanisława biskupa krakowskiego, Kraków-Skałka: Nakładem klasztoru paulinów na Skałce, 2005, ISBN 83-88659-25-1, OCLC 751197737. Brak numerów stron w książce
- Praca zbiorowa pod red. Arnolda Chrapkowskiego: Aniołowie w paulińskiej tradycji i pobożności. Kraków: Wyd. UNUM, 2006. ISBN 83-89256-54-1. OCLC 749482294. Brak numerów stron w książce
- Arnold Chrapkowski (red. nauk. Józef Krukowski): Komentarz do Kodeksu Prawa Kanonicznego. T. 2/2. Ks. 2, Lud Boży Cz. 3, Instytuty życia konsekrowanego i stowarzyszenia życia apostolskiego. Wyd. 1. Poznań: Wydawnictwo Pallottinum, 2006. ISBN 83-7014-547-7. OCLC 749500136. (pol. • łac.). Brak numerów stron w książce